# آي-مايت 810-F (موبايل)
آي-مايت 810-F (بالإنجليزية: I-mate 810-F)‏ هو هاتف ذكي من آي مايت يعمل بنظام ويندوز موبايل، تم طرحه في الأسواق في 1 يوليو 2009.

## الخصائص
- نظام التشغيل: ويندوز موبايل
- الكاميرا الخلفية: 2 ميجابكسل
- الوزن: 150 غرام
- المعالج: 624 ميجا هرتز
- الذاكرة: 128 ميجابايت رام